# Günter Buchstab
Günter Buchstab (* 20. Februar 1944 in Lauchheim) ist ein deutscher Historiker und Archivar.

## Leben
Buchstab studierte Geschichte und Romanistik und wurde 1974 bei Stephan Skalweit an der Philosophischen Fakultät der Universität Bonn mit der Dissertation Reichsstädte, Städtekurie und Westfälischer Friedenskongress. Zusammenhänge von Sozialstruktur, Rechtsstatus und Wirtschaftskraft zum Dr. phil. promoviert.
Ab 1976 war er stellvertretender Institutsleiter und von 1989 bis 2009 Leiter der Hauptabteilung Wissenschaftliche Dienste/Archiv für Christlich-Demokratische Politik der Konrad-Adenauer-Stiftung. Er ist Herausgeber der Forschungen und Quellen zur Zeitgeschichte.
Er ist Mitglied der Kommission für Zeitgeschichte, Mitglied im Fachbeirat Gesellschaftliche Aufarbeitung/Opfer und Gedenken der Bundesstiftung zur Aufarbeitung der SED-Diktatur, Mitglied im wissenschaftlichen Beirat der Stiftung Archiv der Parteien und Massenorganisationen der DDR im Bundesarchiv. Er war Präsident der Sektion der Archive und Archivare der Parlamente und politischen Parteien im Internationalen Archivrat (1992–2000) und Vorsitzender der Fachgruppe 6 im Verein deutscher Archivare.

## Schriften (Auswahl)
- Reichsstädte, Städtekurie und Westfälischer Friedenskongress. Zusammenhänge von Sozialstruktur, Rechtsstatus und Wirtschaftskraft (= Schriftenreihe der Vereinigung zur Erforschung der Neueren Geschichte e. V. Bd. 7). Aschendorff, Münster 1976, ISBN 3-402-05626-7.
- Die Bestände des Archivs für Christlich-Demokratische Politik der Konrad-Adenauer-Stiftung. Kurzübersicht. Knoth, Melle 1982, ISBN 3-88368-060-5.
- mit Klaus Gotto (Hrsg.): Die Gründung der Union. Traditionen, Entstehung und Repräsentanten (= Geschichte und Staat. Bd. 254/255). Olzog, München u. a. 1983, ISBN 3-7892-7164-0.
- mit Brigitte Kaff, Hans-Otto Kleinmann (Hrsg.): Keine Stimme dem Radikalismus. Christliche, liberale und konservative Parteien in den Wahlen 1930–1933. Colloquium-Verlag, Berlin 1984, ISBN 3-7678-0582-0.
- mit Brigitte Kaff, Hans-Otto Kleinmann (Hrsg.): Verfolgung und Widerstand 1933–1945. Christliche Demokraten gegen Hitler. Droste, Düsseldorf 1986, ISBN 3-7700-0705-0.
- (Hrsg.): Konrad Adenauer in Cadenabbia. Droste, Düsseldorf 1992, ISBN 3-7700-0971-1.
- (Hrsg.): Alois Mertes. Der Primat des Politischen. Reden und Aufsätze. Droste, Düsseldorf 1993, ISBN 3-7700-1872-9.
- (Hrsg.): Das Gedächtnis der Parteien. Parteiarchive in Europa. Tagung der Sektion der Archive und Archivare der Parlamente und Politischen Parteien im Internationalen Archivrat. Prag, 18.–20. November 1994. Academia Verlag, Sankt Augustin 1996, ISBN 3-88345-732-9.
- (Hrsg.): „Parteien im Parlament“. Fraktionsakten in europäischen Partei- und Parlamentsarchiven. Tagung der Sektion der Archive und Archivare der Parlamente und Politischen Parteien im Internationalen Archivrat. Budapest, 17.–19. November 1995. Academia Verlag, Sankt Augustin 1997, ISBN 3-89665-036-X.
- (Hrsg.): Archivalien von Mitgliedern und Fraktionen des Europäischen Parlaments in Archiven der Mitgliedsländer. Kurzübersicht. Academia Verlag, Sankt Augustin 1997, ISBN 3-89665-058-0.
- (Hrsg.): Verfolgt und entrechtet. Die Ausschaltung christlicher Demokraten unter sowjetischer Besatzung und SED-Herrschaft 1945–1961. Eine biographische Dokumentation. Droste, Düsseldorf 1998, ISBN 3-7700-1086-8.
- (Hrsg.): Computergestützte Archivierung und Benutzung von Akten in Parlaments- und Parteiarchiven. Tagung der Sektion der Archive und Archivare der Parlamente und Politischen Parteien im Internationalen Archivrat. Warschau, 1.–3. Mai 1997. Academia Verlag, Sankt Augustin 1998, ISBN 3-89665-113-7.
- (Hrsg.): Geschichte der DDR und deutsche Einheit. Analyse von Lehrplänen und Unterrichtswerken für Geschichte und Sozialkunde (= Studien zu Politik und Wissenschaft). Wochenschau Verlag, Schwalbach 1999, ISBN 3-87920-490-X.
- (Hrsg.): Die Zugänglichkeit von Parlamentsakten und die audiovisuellen Materialien in Parlaments- und Parteiarchiven. Tagung der Sektion der Archive und Archivare der Parlamente und Politischen Parteien im Internationalen Archivrat, Stockholm, 4.–6. September 1998. Academia Verlag, Sankt Augustin 1999, ISBN 3-89665-155-2.
- mit Peter R. Weilemann, Hanns Jürgen Küsters (Hrsg.): Macht und Zeitkritik. Festschrift für Hans-Peter Schwarz zum 65. Geburtstag (= Studien zur Politik. Bd. 34). Schöningh, Paderborn u. a. 1999, ISBN 3-506-79354-3.
- (Hrsg.): Vita activa – vita contemplativa, Politik denken und gestalten. Festschrift für Bernhard Vogel zum 70. Geburtstag. Droste, Düsseldorf 2003, ISBN 3-7700-1895-8.
- mit Rudolf Uertz (Hrsg.): Christliche Demokratie im zusammenwachsenden Europa. Entwicklungen – Programmatik – Perspektiven. Herder, Freiburg im Breisgau u. a. 2004, ISBN 3-451-20577-7.
- mit Brigitte Kaff, Hans-Otto Kleinmann (Hrsg.): Christliche Demokraten gegen Hitler. Aus Verfolgung und Widerstand zur Union. Herder, Freiburg im Breisgau u. a. 2004, ISBN 3-451-20805-9.
- mit Philipp Gassert, Peter Thaddäus Lang (Hrsg.): Kurt Georg Kiesinger, 1904–1988. Von Ebingen ins Kanzleramt. Herder, Freiburg im Breisgau u. a. 2005, ISBN 3-451-23006-2.
- (Hrsg.): Brücke in eine neue Zeit. 60 Jahre CDU. Herder, Freiburg im Breisgau u. a. 2005, ISBN 3-451-22996-X.
- mit Rudolf Uertz (Hrsg.): Nationale Identitäten im vereinten Europa. Herder, Freiburg im Breisgau u. a. 2006, ISBN 978-3-451-23013-4.
- mit Rudolf Uertz (Hrsg.): Was eint Europa? Christentum und kulturelle Identität. Herder, Freiburg im Breisgau u. a. 2008, ISBN 978-3-451-29737-3.
- mit Hans-Otto Kleinmann (Hrsg.): In Verantwortung vor Gott und den Menschen. Christliche Demokraten im Parlamentarischen Rat 1948/49. Herder, Freiburg im Breisgau u. a. 2008, ISBN 978-3-451-29973-5.
- mit Rudolf Uertz (Hrsg.): Geschichtsbilder in Europa. Herder, Freiburg im Breisgau u. a. 2009, ISBN 978-3-451-30198-8.
- (Hrsg.): Die kulturelle Eigenart Europas. Herder, Freiburg im Breisgau u. a. 2010, ISBN 978-3-451-30287-9.
- mit Hans-Otto Kleinmann, Hanns Jürgen Küsters (Hrsg.): Die Ära Kohl im Gespräch. Eine Zwischenbilanz. Böhlau, Köln u. a. 2010, ISBN 978-3-412-20592-8.